# Olof Granberg
Johan Olof Granberg, född den 24 september 1858 i Stockholm, död den 29 oktober 1933, var en svensk konsthistoriker.
Olof Granberg var son till artisten Johan Rudolf Granberg och kaféidkerskan Maria Lindström. Granberg blev student vid Lunds universitet 1879 och extra ordinarie amanuens vid Nationalmuseum 1884. Åren 1886–1900 var han redaktör för "Ny illustrerad tidning". Han blev 1899 bibliotekarie vid Akademien för de fria konsterna och 1906 därjämte sekreterare vid Nationalmuseum. Granberg blev 1911 intendent vid Nationalmuseum, där han förestod handtecknings- och gravyrsamlingen, och avgick från denna befattning 1916.
Efter att på egen hand ha idkat konsthistoriska studier hemma och i utlandet utgav Granberg 1883 Pieter de Molijn de Oude och spåren af hans konst, ett arbete som blev internationellt känt. Senare ägnade sig Granberg åt 1600-talets holländska måleri. 
Granbergs främsta arbeten är kataloger över utställningarna av äldre mästares tavlor ur svenska privatsamlingar 1884 och 1893, Catalogue raisonné de tableaux anciens inconnus jusqu'ici dans les collections privées de la Suéde (1886), Konsthistoriska studier och anteckningar (1895), Drottning Kristinas tafvelgalleri på Stockholms slott och i Rom (1896; förkortad fransk upplaga samma år), Kejsar Rudolf II:s konstkammare och dess svenska öden (1903), Skoklosters slott (samma år). 
I skriften Allart van Everdingen och hans "norska" landskap et cetera (1902) ådagalade Granberg, att dennes motiv var hämtade från Sverige, inte - som dittills uppgivits - från Norge. Han författade ytterligare bland annat Inventaire general des trésors d’art, peintures et sculptures, principalement de maîtres étrangers (non scandinaves) en Suéde (3 band, 1911–1913) och skrev konsthistoriska artiklar i facktidskrifter och i Nordisk familjebok.
Olof Granberg var från 1889 gift med Amalia Fröding (1869–1952), dotter till slaktarmästaren Frans Sjöberg och Karin Ahl (senare gift Fröding). De hade barnen Rolf (1890–1892), Rolf (född 1893), Ragnar (1895–1963), Karin Granberg (1905–1980), Bengt-Olof Granberg (1908–1972) och Amalia (född 1912).